# Melling (Lancashire)
Melling – wieś w Anglii, w Lancashire. Leży 10 km od miasta Carnforth, 15,6 km od miasta Lancaster i 337,7 km od Londynu. Melling jest wspomniana w Domesday Book (1086) jako Mellinge.